# Brauner Matapfel
Der Braune Matapfel zählt zu den ältesten heute noch bekannten Sorten des Kulturapfels (Malus domestica). Die Bezeichnung Mat stammt von dem altgermanischen Wort für Essen oder Speise. Er ist unter weiteren Namen bekannt, unter anderem als Badischer Brauner, Echter Kohlapfel, Maedapfel, Mohrenapfel, Schwarzlicher, Schmiedeapfel, Unterländer Apfel und Schwarzer Matapfel.
Die Apfelsorte war früher im Streuobstanbau Südwestdeutschlands weit verbreitet, heute ist sie nur noch selten zu finden.
Der Apfel ist mittelgroß und ungleichmäßig aufgebaut. Die Grundfarbe der Schale ist gelbgrün, auf der Sonnenseite ist sie fast vollständig mit dunkelvioletter, auf der Schattenseite mit hellroter Farbe bedeckt. Das Fruchtfleisch ist anfangs fest und gelblich grün, später gelblich weiß.
Der Braune Matapfel ist Anfang Oktober erntereif, ab Dezember genussreif und bis Mai lagerbar. Hauptsächliche Verwendung findet er als Wirtschaftsapfel zum Keltern.
Die Bäume erreichen ein sehr hohes Alter, sie sind widerstandsfähig gegen Krankheiten und Schädlinge und stellen nur geringe Ansprüche an den Boden. Sie sind auch für Höhenlagen geeignet. Der Ertrag setzt spät ein, ist aber dann reichlich und regelmäßig.

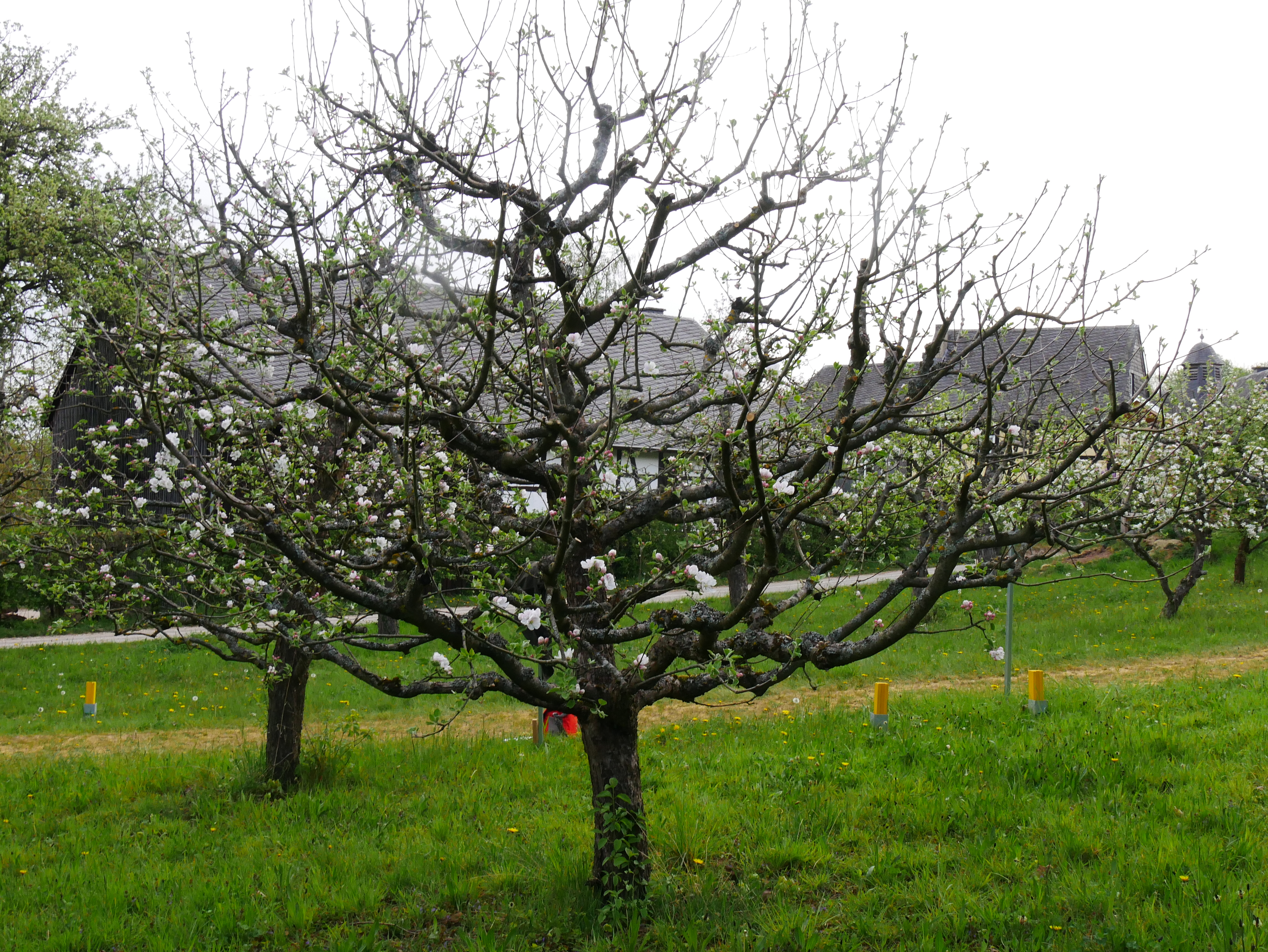
Ganzer Baum
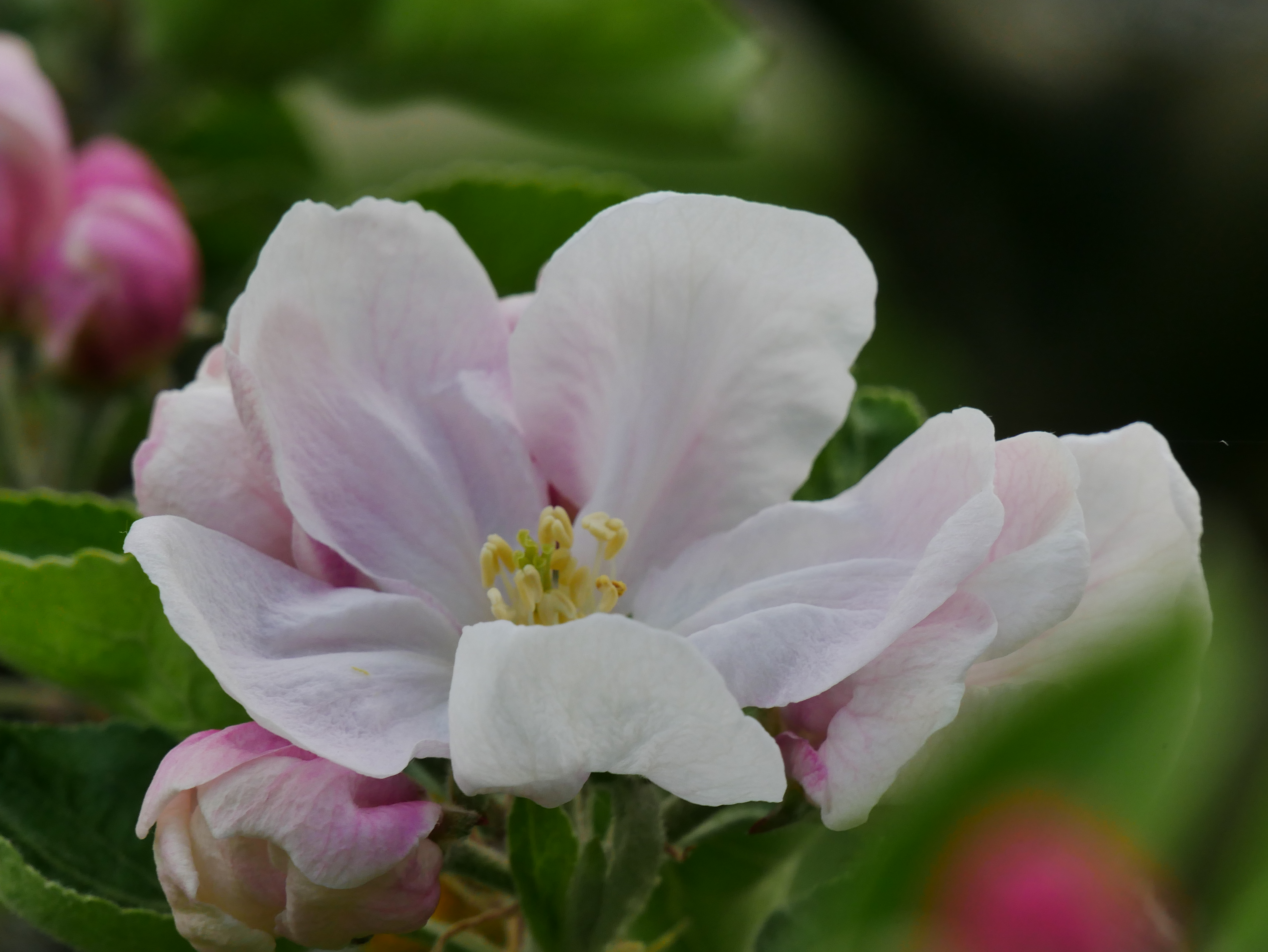
Knospen und Blüte
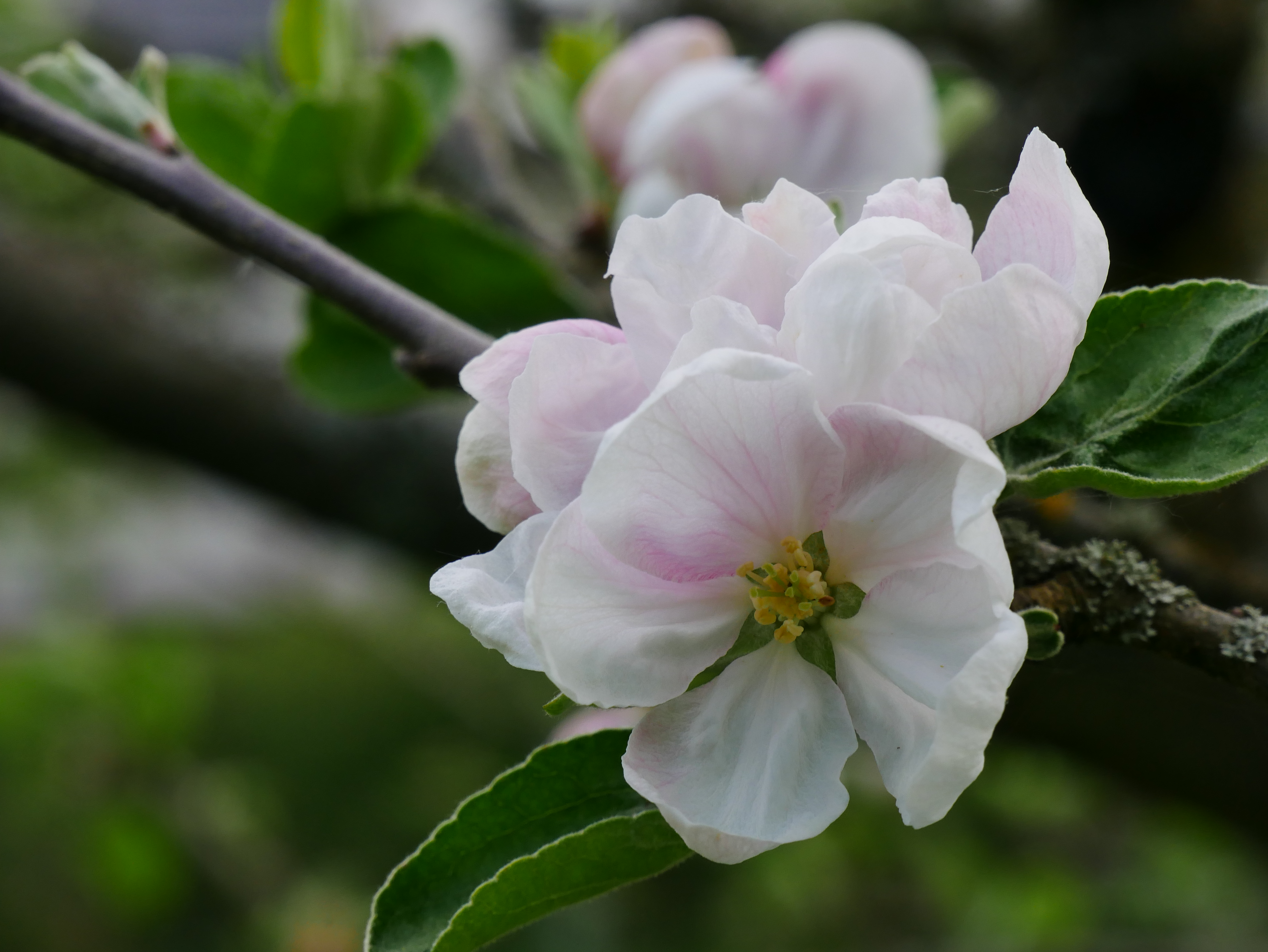
Einzelblüte
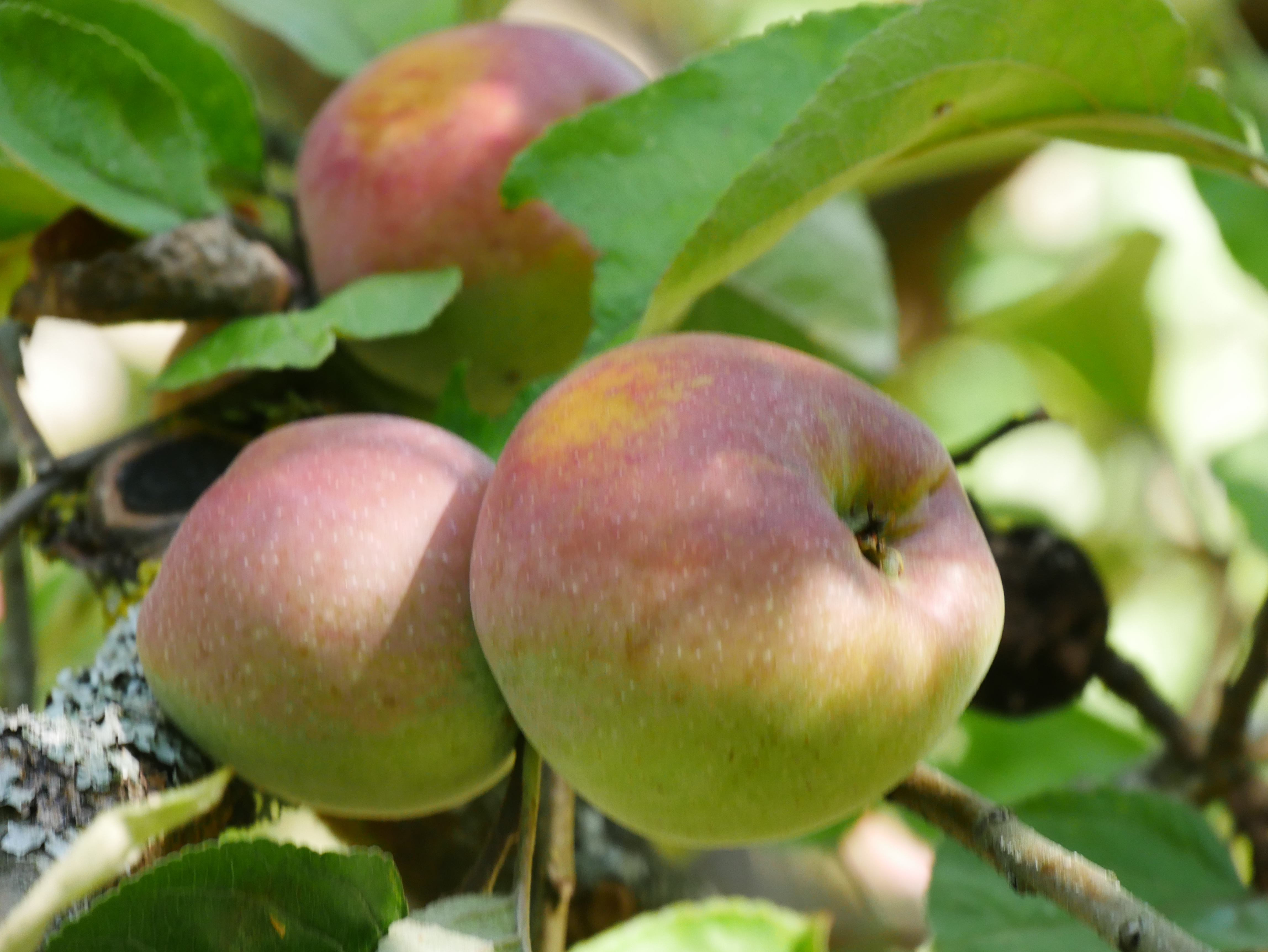
Apfel im Baum
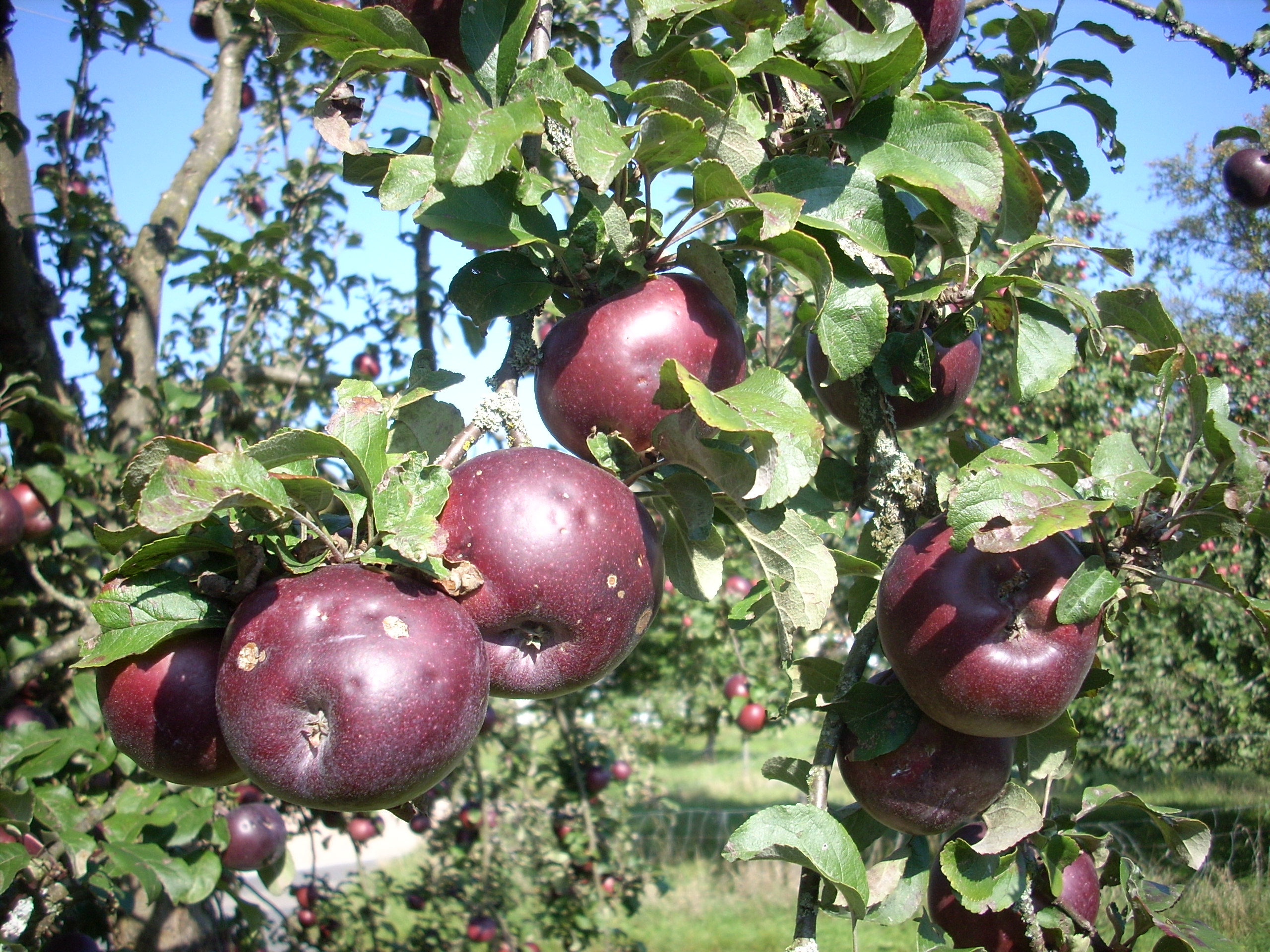
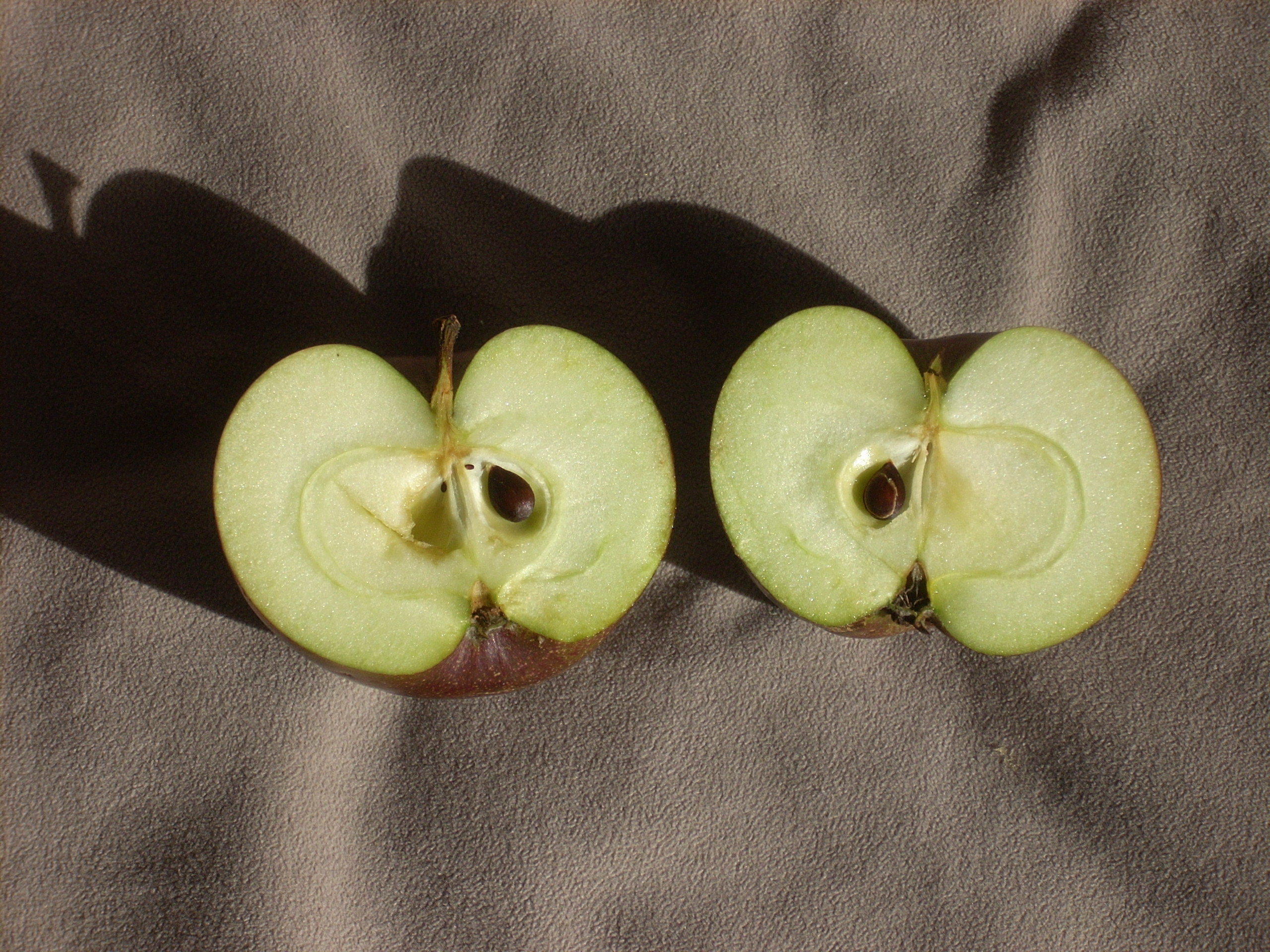
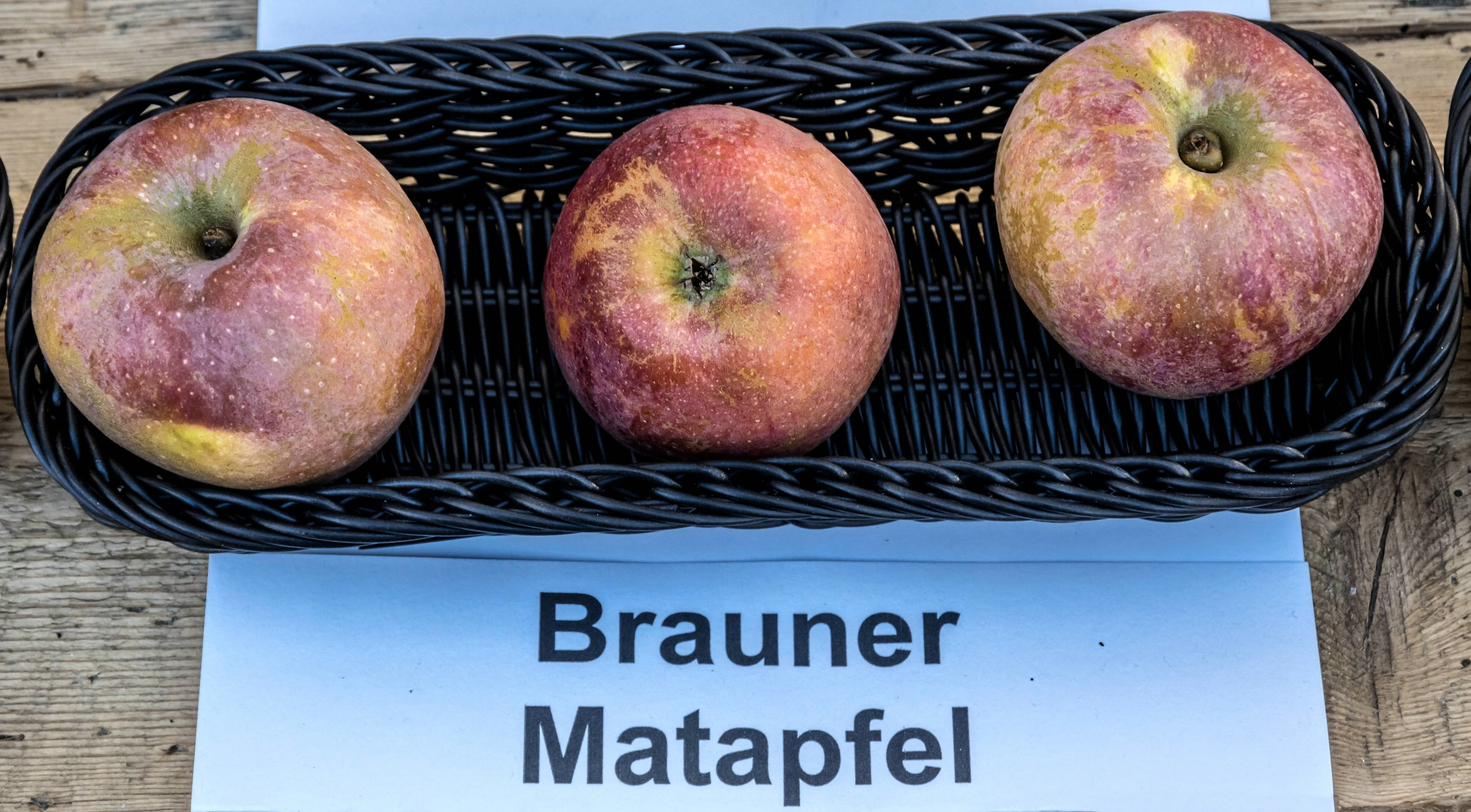